# Гринвил (Северна Каролина)
Гринвил (енгл. Greenville) град је у америчкој савезној држави Северна Каролина.

## Демографија
По попису из 2010. године број становника је 84.554, што је 24.078 (39,8%) становника више него 2000. године.
| Група             | 2000.          | 2010.          |
| Белци             | 36.660 (60,6%) | 46.368 (54,8%) |
| Афроамериканци    | 20.649 (34,1%) | 31.272 (37,0%) |
| Азијати           | 1.098 (1,8%)   | 2.025 (2,4%)   |
| Хиспаноамериканци | 1.244 (2,1%)   | 3.183 (3,8%)   |
| Укупно            | 60.476         | 84.554         |